# Cerrophidion
Cerrophidion is een geslacht van slangen uit de familie adders (Viperidae) en de onderfamilie groefkopadders (Crotalinae).

## Naam en indeling
De wetenschappelijke naam van de groep werd voor het eerst voorgesteld door Campbell en Lamar in 1992. De slangen werden eerder aan andere geslachten toegekend, zoals Bothriechis, Lachesis, Bothrops, Trimeresurus en Porthidium. Er zijn vijf soorten, inclusief twee soorten die pas in 2012 werden beschreven.
Het geslacht is verschillende malen van samenstelling gewijzigd. Er zijn zowel soorten tot een ander geslacht benoemd als soorten die pas recentelijk zijn beschreven. De soort Mixcoatlus barbouri behoorde vroeger tot deze groep, de soorten Cerrophidion sasai en Cerrophidion wilsoni zijn pas in 2012 voor het eerst wetenschappelijk beschreven. De literatuur over deze groep van slangen is hierdoor vaak verouderd.

## Uiterlijke kenmerken
De slangen blijven klein en bereiken een lichaamslengte tot ongeveer een meter. Het lichaam is cilindrisch, de staartpunt is niet beweeglijk zoals bij veel andere groefkopadders voorkomt. De kop is duidelijk te onderscheiden van het lichaam door de aanwezigheid van een insnoering. De ogen zijn relatief groot en hebben een verticale pupil. De slangen hebben 17 tot 25 rijen schubben in de lengte op het midden van het lichaam. Onder de staart zijn ongepaarde staartschubben aanwezig.

## Levenswijze
De vrouwtjes zetten geen eieren af maar zijn eierlevendbarend, de jongen komen levend ter wereld.

## Verspreiding en habitat
Alle soorten komen voor in delen van Noord- en Midden-Amerika en leven in de landen Honduras, El Salvador, Nicaragua, Costa Rica, Panama, Mexico en Guatemala. De habitat bestaat uit vochtige tropische en subtropische bergbossen, droge tropische en subtropische bossen en graslanden. Ook in door de mens aangepaste streken zoals plantages en aangetaste bossen kunnen de dieren worden aangetroffen.

## Beschermingsstatus
Door de internationale natuurbeschermingsorganisatie IUCN is aan drie soorten een beschermingsstatus toegewezen. Twee soorten worden beschouwd als 'veilig' (Least Concern of LC) en een als 'onzeker' (Data Deficient of DD).

## Soorten
Het geslacht omvat de volgende soorten, met de auteur en het verspreidingsgebied.
| Naam                        | Auteur                                   | Verspreidingsgebied              |
| --------------------------- | ---------------------------------------- | -------------------------------- |
| Cerrophidion godmani        | Günther, 1863                            | Mexico, Guatemala                |
| Cerrophidion petlalcalensis | López-Luna, Vogt & Torre-Loranca, 1999   | Mexico                           |
| Cerrophidion sasai          | Jadin, Townsend, Castoe & Campbell, 2012 | Costa Rica, Panama               |
| Cerrophidion tzotzilorum    | Campbell, 1985                           | Mexico                           |
| Cerrophidion wilsoni        | Jadin, Townsend, Castoe & Campbell, 2012 | Honduras, El Salvador, Nicaragua |